# Ron Van Horne
Pour les articles homonymes, voir Van Horne.
Ron Van Horne (24 octobre 1932-2 novembre 2017) est un homme politique provincial canadien de l'Ontario. Il représente la circonscription de London-Nord à titre de député du Parti libéral de l'Ontario de 1977 à 1988. Il est ministre dans le cabinet du gouvernement de David Peterson.

## Biographie
Né à Goderich en Ontario, Van Horne étudie à l'Université Western Ontario et travaille ensuite comme enseignant, administrateur scolaire et superintendant. Il sert comme commissaire à London de 1970 à 1976.

## Carrière politique
Élu député de London-Nord lors de l'élection générale de 1977, il fait son entrée à l'Assemblée législative de l'Ontario en remportant contre le député progressiste-conservateur, ex libéral, sortant Marvin Shore avec une majorité de 4 500 voix. Réélu en 1981, les Libéraux forment l'opposition officielle durant cette période.
Il est réélu avec une majorité de 9 000 voix en 1985, élection au cours de laquelle Marion Boyd, future députée et ministre, termine troisième. Les Libéraux obtiennent un gouvernement minoritaire et Van Horne devient ministre sans portefeuille responsable des personnes âgés le 26 juin 1985.
Facilement réélu en 1987 dans un gouvernement majoritaire, il n'est pas à nouveau nommé à un poste ministériel lors de la formation du conseil des ministres le 29 septembre 1987. Il démissionne de son poste de député le 31 décembre de la même année.
Van Horne meurt le 2 novembre 2017 à Mount Hope en Ontario, après une courte maladie.